# Green Creek
Green Creek est une petite communauté de la Nouvelle-Écosse au Canada. Elle est située dans le comté de Colchester.

## Source
- (en) Cet article est partiellement ou en totalité issu de l’article de Wikipédia en anglais intitulé « Green Creek, Nova Scotia » (voir la liste des auteurs).